# 铁列克洛司
铁列克洛司（Teleclus）：据认为在他统治的年代，斯巴达人征服了阿密克利、斐瑞斯和吉拉安特伊等地区，这里的居民后来就成为了“边民”（也称庇利西阿人）。在一次阿尔特弥斯神的节日中，铁列克洛司在尼恩那提斯湖附近的神庙遭到美塞尼亚人的伏击而丧命。由此，第一次美塞尼亚战争爆发。